# Sarcodon harrisonii
Sarcodon harrisonii är en svampart som beskrevs av R.E. Baird 1985. Sarcodon harrisonii ingår i släktet Sarcodon och familjen Bankeraceae.   Inga underarter finns listade i Catalogue of Life.